# Nationalisme croate
Le nationalisme croate est le nationalisme qui affirme l'identité des Croates et promeut l'unité culturelle des Croates.
Le nationalisme croate moderne est apparu pour la première fois au XIXe siècle après une pression croissante en faveur de la magyarisation et a commencé à se développer surtout après les lois d'avril qui ignoraient l'autonomie croate sous le royaume hongrois. Il reposait sur deux idées principales: un droit d'État historique fondé sur une continuité avec l'État croate médiéval et une identité associée aux Slaves.
Cette période a commencé avec le mouvement illyrien, qui a créé la Matica hrvatska (en) et promu le langage "illyrien". L'illyrianisme a engendré deux mouvements politiques : le Parti du droit, nommé d'après le concept de droit d'État (pravaštvo), dirigé par Ante Starčević, et le Yougoslavisme dirigé par Josip Juraj Strossmayer, tous deux limités à l'intelligentsia.
Le plaidoyer en faveur de la Yougoslavie en tant que moyen de parvenir à l'unification des terres croates en opposition à leur division sous l'Autriche-Hongrie a commencé par la revendication de Strossmayer comme réalisable au sein d'une monarchie yougoslave fédéralisée.
Après la fondation de la Yougoslavie en 1918, un État hautement centralisé a été créé dans la Constitution de 1921 pour le Jour de la Saint-Guy, conformément aux aspirations des nationalistes serbes à assurer l'unité des Serbes, ce qui a provoqué le ressentiment des Croates et des autres peuples de Yougoslavie. Le Croate dalmate et le principal dirigeant yougoslave Ante Trumbić, à l'époque de la Première Guerre mondiale, ont dénoncé la constitution du jour de la Saint-Guy pour la mise en place d'une hégémonie serbe en Yougoslavie contraire aux intérêts des Croates et d'autres peuples en Yougoslavie. Les nationalistes croates s'opposaient à l'État centralisé avec des nationalistes modérés réclamant une Croatie autonome au sein de la Yougoslavie. Le nationalisme croate est devenu un mouvement de masse dans le royaume de Yougoslavie par le biais du Parti paysan croate de Stjepan Radić. La revendication par les nationalistes croates modérés d'une Croatie autonome au sein de la Yougoslavie a été acceptée par le gouvernement yougoslave dans l'accord Cvetković – Maček de 1939. Cet accord a provoqué la colère des nationalistes serbes qui s'y opposaient au motif d'affaiblir l'unité du serbe en Yougoslavie, affirmant son importance pour la Yougoslavie avec le slogan "Forte Serbie, forte Yougoslavie". L'accord a également provoqué la colère des Bosniaques (alors connus sous le nom de Musulmans yougoslaves), y compris l'Organisation des Musulmans yougoslaves (JMO) qui a dénoncé la partition de la Bosnie-Herzégovine par cet accord.
Un nationalisme sectaire croate violent s'est développé avant la Seconde Guerre mondiale au sein du mouvement Oustachi d'Ante Pavelić, qui a à son tour collaboré avec l'Allemagne nazie et l'Italie fasciste dans l'État indépendant de Croatie pendant la Seconde Guerre mondiale. Le nationalisme croate est alors devenu largement dormant, à l'exception du printemps croate, jusqu'à l'éclatement de la Yougoslavie et la guerre d'indépendance croate. Dans sa forme la plus extrême, le nationalisme croate est personnifié par le désir d'établir un plus grand État croate, l'idéalisation du paysan et des valeurs patriarcales, ainsi que le sentiment anti-serbe.

## Période ottomane
Au cours de nombreuses guerres consécutives aux XVe et XVIe siècles, l'Empire ottoman a conquis la majeure partie du territoire croate historique. Ce n'est qu'à la fin du xviie siècle qu'une partie importante de cette région a été retirée aux Ottomans pour faire partie de la monarchie des Habsbourg. Pendant l'occupation ottomane, certaines parties de la Croatie étaient également habitées par des Serbes (la zone de la soi-disant Krajina militaire), et les membres de ce groupe ethnique y sont restés encore plus tard pendant la domination austro-hongroise.
Au cours de la période ottomane et d'une guerre intense, qui a duré environ 300 ans, la Croatie a perdu plus de la moitié de sa population (déplacements, pertes de guerre, asservissement, épidémies, islamisation), mais a réussi à maintenir ses liens avec l'Europe occidentale (la littérature de la Renaissance croate et baroque est la littérature la plus riche de cette période dans toutes les nations slaves), et le peuple croate de Bosnie-Herzégovine majoritaire est devenu une minorité persécutée (on considère que, hormis les musulmans, les orthodoxes étaient plus nombreux que les catholiques lors de l'invasion du prince Eugène de Savoie, qui a brûlé Sarajevo en 1697). La population islamisée locale, ainsi que les colons orthodoxes, ont eu leurs propres destins culturels, historiques et nationaux au cours de cette période.

## Sous lesHabsbourgs

### Mouvement des Illyriens
Dans les années 1830, un groupe d'aristocrates et d'intellectuels croates, basé à Zagreb et à Karlovac, se rassemble autour de Ljudevit Gaj dans l’idée d’unir les sous-groupes sud slaves des Slovènes aux Bulgares. Ljudevit Gaj, influencé par le philosophe allemand Johann Gottfried Herder, considère que la langue est le principal élément fédérateur d’une nation devant les précédents historiques . Gaj consolide les différents dialectes de Croatie en se basant sur le Chtokavien (štokavski) et le mouvement publie en 1835 un dictionnaire qui est une première définition de la langue croato-serbe. À la même époque en Serbie, Vuk Stefanović Karadžić simplifie l’orthographe de la langue serbe et publie un dictionnaire et une grammaire serbes également basés sur le dialecte chtokavien (štokavski). En Slovénie c’est Jernej Kopitar qui codifie à la même époque le slovène.
Le mouvement des Illyriens (Ilirski Pokret) gagne en influence face à la menace de l’Empire hongrois qui se manifeste en 1827 par la volonté d’imposer la langue hongroise à la place du latin au parlement ainsi qu’en 1832 à 1836 par une loi d’inspiration libérale réduisant les droits de la noblesse sur les paysans. Le mouvement obtient ainsi en 1840, la permission royale de faire de l’illyrien la langue d’instruction dans les écoles élémentaires des territoires de Dalmatie, Slavonie et dans la Croatie civile. En 1850, à l'initiative du Slovène Franc Miklošič, l'accord de Vienne est signé entre deux écrivains serbes, Vuk Karadžić et Đuro Daničić, cinq hommes de lettres croates, Ivan Mažuranić, Dimitrija Demeter, Stjepan Pejaković, Ivan Kukuljević et Vinko Pacel et le Slovène Miklošič concernant l'unification de la langue « croate ou serbe » ou serbo-croate dans le but de faciliter les interactions avec la bureaucratie autrichienne.
Dans les années 1840, le mouvement des Illyriens se transforme en mouvement politique sous le nom de Parti national ou parti du peuple (Narodna Stranka), rassemblant des Serbes urbains et des Croates. Le parti gagne des sièges aux élections locales de 1841-1842 notamment à Zagreb. Gaj, qui n'était pas noble est contraint de céder la direction du parti à la noblesse croate et particulièrement au comte Janko Drašković qui se concentre sur l'objectif d'un royaume triunitaire de Croatie-Slavonie-Dalmatie aux dépens d'une alliance avec la Serbie. L'appui des troupes du nouveau Ban de Croatie-Slavonie désigné par Vienne, Josip Jelačić, aux Habsbourgs et aux Serbes de Voïvodine contre les Hongrois lors de la révolution hongroise de 1848 n'empêche pas les Autrichiens d'interdire le Sabor de 1849 à 1860 et de contrôler maintenant directement la Dalmatie et la Voïvodine.
Dans les années 1860, l'évêque croate Josip Juraj Strossmayer utilise pour la première fois le terme « yougoslave ». Lorsque le Sabor est de nouveau autorisé en 1861, Strossmayer prend la direction du Parti national bien que celui-ci se divise en 1863. Il cofonde, avec Franjo Rački en 1866, l'Académie yougoslave des arts et des sciences de Zagreb. Strossmayer cherche l'union des Serbes et des Croates sur le plan linguistique, selon les idées de Gaj, mais aussi sur le plan religieux en s'opposant par exemple à la déclaration d'infaillibilité pontificale en 1870 et en suggérant aux Serbes de reconnaître loyauté à l'Église catholique romaine. Toujours en 1866, il entre en contact avec le ministre serbe des affaires étrangères Ilija Garašanin pour former un système d'alliance. Strossmayer et Garašanin s'accordent sur un objectif de confédération sud-slave bi-polarisée sur Zagreb et Belgrade ; cédant la domination de la Bosnie-Herzégovine à la Serbie en échange de l'union de la frontière militaire, de la Slavonie et de la Voïvodine avec la Croatie civile. Strossmayer quitte la politique en 1868 à la suite de l'accord hungaro-croate, Nagodba, limitant l'autonomie de la Croatie civile.
Dans les années 1860, une autre courant politique est incarné en Croatie par Ante Starčević et Eugen Kvaternik qui fondent, en 1861, le Parti du Droit pour combattre le centralisme du régime autrichien mais le parti n'a que peu d'influence face au Parti national réunifié en 1873. Starčević, né d'un père croate et d'une mère serbe, considère les Serbes de Bosnie et des confins militaires comme des Croates orthodoxes, les Bosniaques comme des Croates musulmans et les Slovènes comme des « Croates des montagnes », est opposé à une union avec la Serbie à laquelle il préfère la création d'une Grande Croatie par l'union de la Croatie civile avec la Dalmatie, l'Istrie, la Slavonie et la Bosnie-Herzégovine.
Lors des élections en Dalmatie à partir de 1861, le Parti national utilise le terme « yougoslave » et évite de mentionner l'ethnonyme « Croate » afin de ménager à la fois les Italiens et les Serbes. Aussi, en 1870 à l'initiative des Slovènes, courtisés par Strossmayer, se réunit à Ljubljana une centaine de Croates, Serbes et Slovènes afin de décider d'une politique commune. Les Slovènes poussent le Parti national croate à inclure un nombre significatif de Serbes.

### Royaume triunitaire de Croatie-Slavonie-Dalmatie
Le royaume triunitaire de Croatie-Slavonie-Dalmatie (en croate, Trojedna Kraljevina Hrvatska i Slavonija) était une revendication des Croates en 1867.

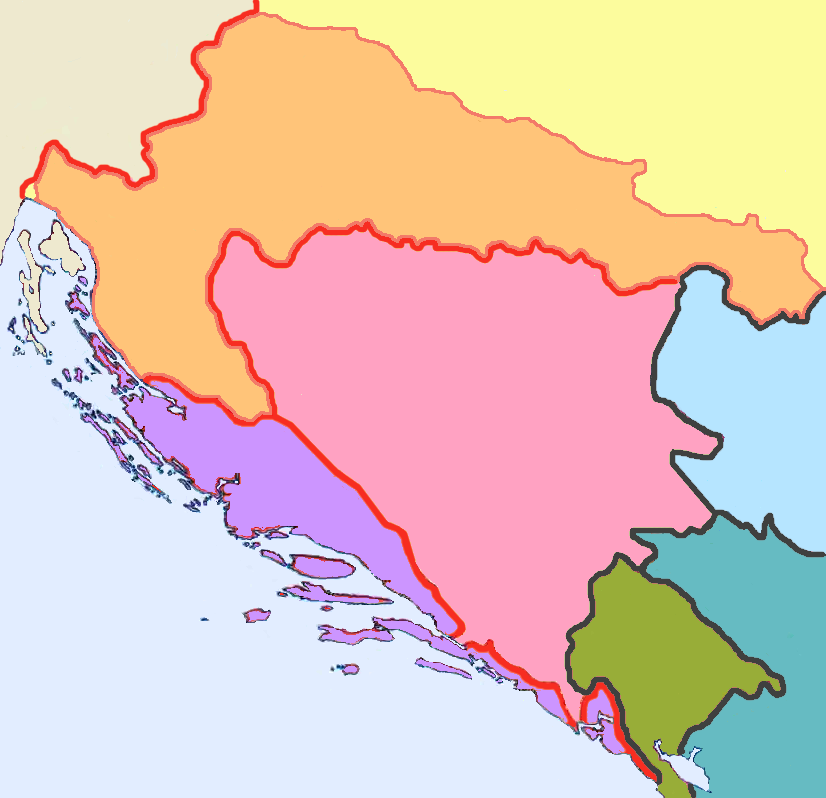
Le royaume « triunitaire » revendiqué par les Croates, qui aurait regroupé le royaume de Croatie-Slavonie (orange) et le royaume de Dalmatie (violet).

Après l'éviction de l'Autriche de la Confédération germanique en 1866, à la suite de la défaite autrichienne lors de la guerre des Duchés, les options fédérales à six (Autriche, Bohême, Galicie, Hongrie, Croatie et Transylvanie), à quatre (Autriche, Bohême, Croatie, Hongrie) ou à trois (Autriche, Hongrie, Croatie) sont abandonnées, et en 1867, par le Compromis austro-hongrois, l'Empire devient une « double monarchie » (impériale et royale) : l'Autriche-Hongrie, rassemblant l'Empire autrichien (royaumes et pays représentés à la Diète d'Empire ou « Cisleithanie ») et le royaume de Hongrie (Pays de la Couronne de Saint-Étienne ou « Transleithanie »), la rivière Leitha constituant symboliquement la frontière
entre les deux entités. Lors de la négociation de ces options, les Croates ont revendiqué la formation d'un royaume « triunitaire » regroupant le royaume de Croatie-Slavonie et le royaume de Dalmatie, mais le « compromis de 1867 » sépare le royaume de Dalmatie faisant partie de la « Cisleithanie » et le royaume de Croatie-Slavonie faisant partie de la « Transleithanie ». L'administration croate déplore ce partage et tentera en vain d'obtenir l'unification des deux royaumes.
Cette revendication de royaume trinitaire fut défendue à la fin du XIXe siècle par le parti national croate indépendant, traditionaliste et clérical du chanoine Racki .
Les deux royaumes furent intégrés à l'État des Slovènes, Croates et Serbes en 1918

## Yougoslavie
Quand l’Empire des Habsbourg s'effondre, un Conseil national des Slovènes, Croates et Serbes a lieu à Zagreb le 6 octobre 1918. Le 29 octobre le Sabor croate déclare son indépendance et la création de l’État des Slovènes, Croates et Serbes. Le Comité yougoslave reçoit pour tâche de représenter le nouvel État à l’étranger.
Immédiatement, des désaccords se manifestent à propos des termes de l’union proposée avec la Serbie. Au projet fédéraliste d'inspiration germanique, défendu surtout par les Slovènes et les Croates, s'oppose le projet jacobin et centralisateur d'inspiration française, défendu surtout par les Serbes. Svetozar Pribićević, un Serbe de Croatie, président de la coalition croato-serbe et vice-président de l’État, souhaite une union immédiate et sans condition. D’autres, en faveur d’une fédération yougoslave, étaient plus hésitants, craignant que la Serbie n'annexe simplement les territoires sud-slaves de l’ex-Autriche-Hongrie.
L’autorité du Conseil national était limitée et les Italiens avançaient pour annexer davantage de territoires que ceux qui leur avaient été concédés par l'accord avec le Comité yougoslave. Les opinions politiques étaient divisées et les ministres serbes avaient dit que si les Croates insistaient sur leur propre république ou une sorte d’indépendance, alors la Serbie ne prendrait que les territoires habités par des Serbes et déjà occupés par l’armée serbe, laissant la Croatie se débrouiller seule face aux Italiens. Après de longs débats, le Conseil national accepte l’union avec la Serbie, sous réserve que l’organisation finale de l’État soit décidée par la future assemblée constituante (déclaration finale).
Le plus farouche opposant à cette décision était le croate Stjepan Radić, président du Parti paysan croate (HSS).
Le royaume des Serbes, Croates et Slovènes est déclaré le 1er décembre 1918 à Belgrade, au balcon du Palais Royal temporaire par le régent Aleksandar (futur roi Alexandre Ier de Yougoslavie) - le roi Pierre Ier est toujours vivant - selon une déclaration rédigée par son conseiller spécial, Miodrag Lazarević.
En septembre 1920, une révolte paysanne éclate en Croatie, dont la cause immédiate est le marquage du bétail des paysans. La communauté croate a blâmé les politiques centralisatrices du gouvernement et du ministre Svetozar Pribićević en particulier.
Alexandre Ier s'inspire clairement du jacobinisme français. Il cherche à apaiser les tensions nationalistes et à décourager les tendances séparatistes. Cherchant à créer une nouvelle Yougoslavie unitaire, il abolit les régions historiques et redessine les frontières intérieures en banovinas nommées d’après les rivières. De nombreux politiciens sont emprisonnés ou assignés à résidence sous surveillance policière, notamment les communistes et autonomistes croates et bulgares de Macédoine. La dictature ne fait qu’amplifier les tensions nationalistes.
Les politiciens serbes autour de Radic considéraient la Serbie comme le porte-drapeau de l'unité yougoslave, comme l'État du Piémont l'avait été pour l'Italie, ou la Prusse pour l'Empire allemand ; une sorte de "Grande Serbie". Au cours des années suivantes, la résistance croate contre une politique serbo-centrée s'est intensifiée.
Au début des années 1920, le gouvernement yougoslave du Premier ministre Nikola Pašić a utilisé la pression policière sur les électeurs et les minorités ethniques, la confiscation des brochures de l'opposition et d'autres mesures pour truquer les élections. Cela a été inefficace contre le Parti paysan croate (anciennement le Parti paysan républicain croate), dont les membres ont continué à remporter en grand nombre les élections au parlement yougoslave, mais a nui aux principaux rivaux serbes des radicaux, les démocrates.
Stjepan Radić, le chef du Parti paysan croate, a été emprisonné à plusieurs reprises pour des raisons politiques. Il a été libéré en 1925 et est revenu au parlement.

### Assassinat en plein Parlement
Au printemps 1928, Radić et Svetozar Pribićević mènent une âpre bataille parlementaire contre la ratification de la convention de Nettuno avec l'Italie. En cela, ils mobilisent l'opposition nationaliste en Serbie mais provoquent une réaction violente de la majorité au pouvoir, y compris des menaces de mort. Le 20 juin 1928, un membre de la majorité gouvernementale, le député serbe Puniša Račić, abat cinq membres du Parti paysan croate, dont leur chef Stjepan Radić, après que Radić a refusé de s'excuser pour une offense antérieure dans laquelle il accusait Račić de voler la population civile. Deux d'entre eux meurent sur le sol de l'Assemblée alors que la vie de Radić était en jeu.
Le 19 juin 1928, Račić, monténégrin acquis au nationalisme grand-serbe, et vingt-trois de ses collègues ont demandé que le chef du Parti paysan croate (HSS), Stjepan Radić, soit examiné par des médecins afin de déterminer s'il était atteint d'une maladie mentale et, s'il s'avérait qu'il ne l'était pas, qu'il soit puni au maximum pour avoir décrit plusieurs ministres serbes comme des " pillards ", des " bandits " et des " hors-la-loi ", violant ainsi le règlement intérieur du parlement. Lors de la session parlementaire de ce jour-là, Račić et son collègue radical serbe Toma Popović ont crié : " Des têtes vont tomber ici et tant que quelqu'un n'aura pas tué Stjepan Radić, il n'y aura pas de paix. " L'atmosphère qui régnait ce jour-là a incité Radić à faire remarquer qu'une "une ambiance psychologique propice au meurtre " était en train de se créer. Plusieurs individus en Serbie avaient proféré des menaces de mort contre Radić les jours précédents. Le Parti populaire croate (en croate : Hrvatska pučka stranka, HPS), qui s'opposait à l'anticléricalisme et aux idées panslaves de Radić, a également appelé à son retrait de la vie publique. Des journaux serbes tels que Politika (Politique), Samouprava (Auto-administration) et Jedinstvo (Unité) ont diabolisé les hommes politiques croates, dont Radić, et ont appelé à leur meurtre.
Le 20 juin 1928, un membre de la majorité gouvernementale, le député serbe Puniša Račić, abat cinq membres du Parti paysan croate, dont leur chef Stjepan Radić, après que Radić ait refusé de s'excuser. Deux d'entre eux meurent sur le sol de l'Assemblée alors que la vie de Radić était en jeu. Il mourra deux mois plus tard.
Le roi décide alors en 1929 de suspendre la constitution et de rebaptiser le pays « royaume de Yougoslavie ». Il gouverne alors en monarque absolu.

### Dictature du 6 janvier
Le 6 janvier 1929, prenant pour prétexte la crise politique déclenchée par la fusillade, le roi Alexandre abolit la Constitution, proroge le Parlement et instaure une dictature personnelle connue sous le nom de dictature du 6 janvier.
En 1931, l'historien croate et intellectuel anti-yougoslave Milan Šufflay est assassiné à Zagreb. En réaction, Albert Einstein et Heinrich Mann ont envoyé un appel à la Ligue internationale des droits de l'homme à Paris, condamnant le meurtre et accusant le gouvernement yougoslave. La lettre fait état d'une "brutalité horrible qui s'exerce sur le peuple croate". Dans leur lettre, Einstein et Mann tenaient le roi yougoslave Alexandre explicitement responsable de ces circonstances.
L'opposition croate au nouveau régime était forte et, à la fin de l'année 1932, le Parti paysan croate a publié le Manifeste de Zagreb qui demandait la fin de l'hégémonie et de la dictature serbe. Le gouvernement réagit en emprisonnant de nombreux opposants politiques, dont le nouveau chef du Parti paysan croate, Vladko Maček. Malgré ces mesures, l'opposition à la dictature se poursuit, les Croates réclamant une solution à ce qui est appelé la "question croate".
À la fin des années 1930, les tensions internes continuent de s'accroître, les Serbes et les Croates cherchant à établir des subdivisions fédérales ethniques. Les Serbes voulaient que la banovine du Vardar, la Vojvodine et le Monténégro soient unis aux terres serbes, tandis que la Croatie voulait que la Dalmatie et une partie de la Vojvodine soient réunies.

### Accord Cvetković-Maček

Banovine de Croatie

Au milieu des tensions ethniques croissantes entre Croates et Serbes dans les années 1930, un État autonome au sein de la Yougoslavie, appelé banovine de Croatie, a été négocié pacifiquement au parlement yougoslave via l'accord Cvetković-Maček de 1939. La Croatie a été unie en une seule unité territoriale et a reçu territoires de certaines parties de la Voïvodine actuelle, ainsi que de la Posavina et du sud de la Bosnie-Herzégovine actuelle, à majorité croate à l'époque.